# عبد العزيز الأنصاري
عبد العزيز راشد الأنصاري، لاعب كرة قدم قطري يلعب حالياً في نادي قطر.

## مسيرة اللاعب
لعب سابقاً في نادي السد ونادي يوبين البلجيكي و نادي الخريطيات والنادي العربي ونادي الشمال ونادي قطر.

## روابط خارجية
- عبد العزيز الأنصاري على موقع أرشيف الشارخ.
- عبد العزيز الأنصاري على موقع قاعدة بيانات كرة القدم.إي يو (الإنجليزية)
- عبد العزيز الأنصاري على موقع Soccerway.com (الإنجليزية)